# Tibás (tổng)
Tibás là một tổng ở tỉnh San José thuộc Costa Rica. Tổng này có diện tích 8,15 km², và dân số là 76.815 người. Thủ phủ của tổng này là San Juan.
Tổng này tạo thành ngoại ô phía bắc của thủ đô San José. Tổng Tibás có hình tam giác với sông Virilla là ranh giới phía bắc. Hẻm núi Quebrada Rivera tạo thành ranh giới phía tây nam và một phần ranh giới đông nam.
Tibás là quê hương của một trong những đội tuyển bóng đá nổi tiếng nhất Costa Rica, Deportivo Saprissa. Ngày 27 tháng 7 năm 1914, tổng này được thành lập. Tên gọi cũ là San Juan del Murciélago.
Tổng Tibás được chia thành 5 huyện.
1. San Juan
2. Cinco Esquinas
3. Anselmo Llorente
4. León XIII
5. Colima